# 劉慕真
劉慕真（1910年—1990年）。山西省右玉縣人。民國37年（1948年）在山西省婦女選區當選第一屆立法委員。

## 生平[1]
- 大同第五女子師範附小高小畢業
- 1923年，入宣化府直隸省立第十六中學
- 1926年，入北京今是中學高中部
- 1927年7月，考入國立女子大學預科選修文科，次年入歷史系
- 1929年，代表女大學生出席全國學生聯合會，加入中國國民黨
- 1933年，大學（改名北平大學女子文理學院）畢業，回到太原，與他人創辦太原私立婦女職業學校，任董事長兼校長
- 抗戰爆發後，參與組織山西婦女戰地服務團
- 1938年初，任民族革命大學政治處秘書，是年任第二戰區隨營工作團團長，10月組織民革室，任總幹事
- 1940年7月，山西婦女會副總幹事
- 民國37年，當選立法委員，曾出席第一屆立法院第一會期
- 中華人民共和國成立後，曾在太原市民政局工作，後入華北軍政大學政治系學習。
- 1951年，以第五會期未報到出席，經立法院會議決議註銷其名籍[2]
- 1990年病逝